# Unter Geiern – Der Geist des Llano Estacado
Unter Geiern – Der Geist des Llano Estacado ist ein Freilichtspiel nach Motiven der gleichnamigen Erzählung Karl Mays von Jochen Bludau. Es wurde 1972 in Elspe uraufgeführt.

## Inhalt (der Erzählung)
Im Llano Estacado, einer trockenen Hochebene, treiben die sogenannten „Geier“ ihr Unwesen: diese Verbrecher verändern die Wegmarkierungen und berauben dann die verdursteten Menschen. Einhalt gebieten konnte ihnen bisher niemand, aber ein geheimnisvoller „Geist“ jagt nun seit einiger Zeit diese Geier und tötet sie durch einen Schuss in die Stirn.
In Helmers Home, am Rande des Llano, treffen sich allerhand Westmänner (Jemmy, Davy, Hobble-Frank, Juggle-Fred, Old Shatterhand) und Winnetou, die beschließen, gemeinsam einen Auswandererzug auf seinem Weg durch die Wüste vor den Schurken zu beschützen. Unterstützt werden sie von dem jungen Comanchen Schiba-bigk, der die Ermordung seines Vaters rächen will. Die Llano-Geier werden einer nach dem anderen erwischt und getötet.
Der „Geist“ entpuppt sich als Bloody-Fox, der als Kind blutend und ohne Erinnerung im Llano neben seinen ermordeten Eltern gefunden wurde. Er kennt eine geheime Oase mitten im Llano, die den Ausgangspunkt seiner Rachezüge bildet.

## Aufführungen
54.000 Zuschauer sahen in Elspe die Uraufführung dieses Stückes.
1973 wurde das Bludau-Stück in Bad Segeberg von Toni Graschberger inszeniert.
Da der Titel des Doppelbandes „Unter Geiern“ auch durch die gleichnamige Verfilmung sehr populär ist, nutzen Freilichtbühnen meistens diesen als Obertitel, wenn sie einen der beiden enthaltenen Einzelromane „Der Sohn des Bärenjägers“ oder eben „Der Geist des Llano estacado“ auf die Bühne bringen.
- In Elspe (Buch: Jochen Bludau): 1990 (stark überarbeitete Fassung)[2]; 
mehrfach leicht bearbeitet wieder aufgenommen: 1995[3], 2002[4], 2014[5]
- In Staatz (Buch: Paul Robert): 1990[6]
- In Ratingen (Buch: Jochen Bludau): 1991[7]
- In Bad Segeberg (Buch: Michael Stamp): 1998[8], 2014[9]
- In Mörschied (Buch: Arnd Limpinsel): 2002[10]
- In Bischofswerda (Buch: Uwe Hänchen): 2007[11]
- In Dasing (Buch: Peter Görlach): 2012[12]